# Celastrus kusanoi
Celastrus kusanoi là một loài thực vật có hoa trong họ Dây gối. Loài này được Hayata mô tả khoa học đầu tiên năm 1911.